# Speedrun
Un speedrun és jugar a un videojoc amb la intenció de completar la història principal en el menor temps possible. Al voltant d'aquest fenomen s'ha creat una gran competició entre jugadors d'aconseguir un temps millor que els altres, encara que sigui per pocs segons.
Per aconseguir aquest objectiu, és molt comuna la utilització de “glitches” o errors de programació que es troben el joc, els quals els jugadors aprenen a manipular i utilitzen a favor. Aquesta utilització de glitches, que s'utilitzen, per exemple, per permetre al jugador saltar- se una certa part del joc i així poder estalviar segons o minuts, moltes vegades crea controvèrsia si haurien d'utilitzar-se o no, però com que es consideren part del joc original i no calen eines externes per fer-ho, es deixen utilitzar.
Els speedrunners normalment segueixen una ruta molt diferent a la que seguiria un jugador normal a l'hora de completar el joc. Els speedrunners debaten sobre quina seria la ruta més òptima per seguir a l'hora de completar els nivells, l'aprenen i fan els seus intents. Després estan els glitches prèviament mencionats, dels quals intenten abusar el màxim possible al speedrun, i es tenen en compte totes les parts que poden saltar-se amb aquests glitches a l'hora de fer la ruta del joc perque pugui ser el més curta possible. És gràcies a tot això que un joc que un jugador trigaria més de 10 hores en completar, es pot completar en minuts.
Normalment un speedrun es fa del joc sencer, encara que també existeixen els anomenats Individual Levels (IL), que tenen com a intenció només completar un únic nivell del joc, encara que no solen ser tan jugats i els jugadors els utilitzen com a pràctica. 
Molts dels speedrunners d'un mateix joc es solen agrupar en comunitats i utilitzen fòrums, pàgines, o aplicacions de comunicació (com Discord) per comunicar-se, reunir-se, debatre i compartir coneixements del joc.

## Pràctiques comunament utilitzades[1]

### Sequence-Breaking
Sequence-Breaking (Trencament de la seqüència), és un terme utilitzat a speedruns quan el jugador pot saltar-se la obtenció d'un objecte o una part del joc que normalment seria necessari, o obtenir aquest objecte o fer aquesta part molt abans del que deuria. Un exemple d'això es a The Legend Of Zelda: Ocarina of Time, on pots obtenir l'Espasa Mestra sense haver d'obtenir les tres pedres espirituals que normalment es necessiten per entrar al Temple Del Temps (lloc on es troba l'Espasa Mestra).
Aquest terme va ser utilitzat per primera vegada a l'any 2003, als fòrums del joc Metroid Prime. El títol de la discussió en qüestió era “Gravity Suit and Ice Beam before Thardus” (Vestit de gravetat i Raig de Gel abans de Thardus). Després de això, el terme “x abans de y” va ser un terme molt utilitzat en el món del Speedrunning. Thardus, un personatge fictici del món de Metroid, era un enemic que, normalment, ha de ser derrotat abans de poder obtenir el Raig de Gel i el Vestit de Gravetat. Des de aquest moment, Sequence Breaking es va començar a utilitzar en molts altres jocs.

### Ús de Glitches
Per l'execució dels diferents SequenceBreaks, es comú la utilització de glitches (errors de programació al joc) i així poder accedir a llocs o fer certes coses que els dissenyadors del joc no havien previst que es poguessin fer en primer lloc. Un exemple d'això pot ser trobat al videojoc The Legend of Zelda: Wind Waker. Normalment, en aquest joc, per aconseguir les bombes (un objecte molt útil en el joc), has de completar les dues primeres masmorres per poder anar a una certa illa on aconsegueixes l'objecte en qüestió. Hi ha un  glitch, però, anomenat “Superswim” que permet al jugador aconseguir molta velocitat a l'aigua. Executat de forma correcta, el jugador pot fer un Superswim des d'una de les primeres illes del joc fins a l'illa on normalment aconsegueixes les bombes (que el joc no et deixa anar-hi de forma normal) i aconseguir les bombes abans, cosa que fa l'inici del joc més fàcil i ràpid, ja que es suposa que no hauries de tenir aquest objecte. 
Molts d'aquestes tècniques han provocat controvèrsia de si haurien de ser utilitzats o els jugadors han discutit sobre si s'haurien de deixar saltar certes parts del joc. Hi ha pàgines, com SpeedDemosArchive (SDA) on donen suport a l'ús de diferents categories a l'hora de fer un speedrun, i en algunes d'aquestes categories es prohibeix l'ús de certs glitches, es deixen utilitzar o directament no deixen utilitzar tècniques no desitjades per els dissenyadors (encara que sempre hi ha hagut moltes discussions sobre que es una cosa no desitjada per els dissenyadors i que no ho és). Aquestes categories són comunament anomenades “Glitchless ”(sense glitches) o “Bug Limit”(amb límit de Bugs, una altra forma de dir Glitch). Encara que la majoria de vegades l'objectiu dels speedrunners es trobar el major nombre d'aquests Glitches per tallar encara més segons dels seus speedruns.

## Tipus de Speedruns[1]

### Real Time Attack (RTA)
Speedrun que juga una persona, començant una nova partida i la juga de principi a fi sense parar. És la més comuna de totes.

### Single Segment (SS)
Molt semblant a RTA (a dia d'avui pràcticament no es contempla diferencia entre les dues) es fer un speedrun de principi a fi des d'una partida nova amb la diferencia de que no es pot ni guardar ni carregar partida, a diferència de RTA, que es pot guardar i carregar partida sempre que sigui de la mateixa partida que se està jugant

### Segmented Runs
Runs que estan dividides en diferents segments que s'ajunten per crear una única run de principi a fi. Normalment el que es fa es gravar un speedrun independent de cada nivell del joc, i quan tens tots els nivells amb un speedrun fet que t’agradi, els juntes tots perquè semblin de una mateixa run, encara que no ho són. Un exemple d'això es “Half-Life 21”, fet per l'equip de Source Runs, un grup de diferents runners  de jocs del motor de joc Source, que molts es van ajuntar per fer, entre tots, una Segmented Run de Half-Life, i el temps final, després d'anys de execució a l'hora de completar els nivells i d'aconseguir el màxim de perfecció, va ser de 20 minuts i 41 segons, que actualment segueix sent el Record del Món (comunament anomenats World Records o WR) de Half-Life en aquest tipus de speedrun. El WR de Half-Life en RTA és de 29 minuts i 39 segons per l'usuari ProtoAus.

### Tool-Assisted Speedrun (TAS)
Runs fetes en emulador on el jugador pot manipular manualment els inputs(tecles que es polsen) a cada fotograma del joc, i permet fer accions o moviments que un humà no podria fer en una situació normal. També es comuna la utilització de scripts, que són mecanisme automatitzats que permeten fer accions que difícilment una persona podria executar degut al seu temps de reacció. Tota la informació sobre aquest tipus de speedrun es trobada a la pàgina de tasvideos.org.

## Categories[1]
Segons la taxa de completació d'un joc(per exemple, els objectes que s'agafen, o la quantitat nivells que es fan) existeixen diferents categories a l'hora de fer speedruns, i encara que depenent del joc, reben noms diferents, solen compartir similituds. Alguns dels més destacats són:

### Any%
Completar el joc, de principi a fi, sense cap mena de restricció.

### 100%
Completar el joc aconseguint tot el que es pot aconseguir. En molts jocs (com Super Metroid) al final del joc et diu el teu percentatge de recol·lecció d'objectes(i la categoria 100% et demana que al final, posi 100%), però en altres jocs no et diu quin és el teu percentatge, així que la comunitat posa unes regles segons que s'ha de fer o aconseguir per tenir 100% (com a la saga Zelda, que demanen, normalment, tot el que apareix al menú quan prems Start).

### Low%
Categoria que demana que es completi el joc, de principi a fi, però amb el menor percentatge de completació possible. Tot el contrari de 100%. Moltes vegades no es fa aquesta categoria perquè és quasi el mateix que Any%, encara que en altres jocs la ruta que se segueix és completament diferent.

### Glitchless Any%/100%
El mateix que les categories Any% i 100% respectivament, però aquí queda prohibit l'ús de glitches o errors de programació de qualsevol tipus.

### Bug Limit
El mateix que Glitchless, però la quantitat de glitches que es deixen utilitzar es més gran que a Glitchless. Aquesta categoria sòl ser més popular entre els jugadors japonesos.
Cal destacar que hi ha jocs on, aquestes categories existeixen, però reben un altre nom més acord al joc en qüestió (per exemple, a Super Mario Sunshine, existeix la categoria 120 shines, on és necessari aconseguir tots els sols, o shines, que hi ha al joc, sense excepció, i com el joc sencer gira entorn a aconseguir tots els shines, es considera la categoria 100%)

### Memerun
Les memeruns busquen completar un repte amb intencions purament còmiques en el menor temps possible. La millor forma de definirlo es amb alguns exemples:
- Go Home and Die (Breath Of The Wild): Fer que Link es mori el més ràpid possible.
- Nipple% (Super Mario Oddyssey): Desbloquejar i equipar l'abillament "Boxer Shorts".
- Dank% (Ocarina of time): Aconseguir que Link es fumi un porro.
- PeterGriffin% (Creador de Mii): https://www.youtube.com/watch?v=MHqr_SnZJJc
- Get a Diamond (Minecraft): Aconseguir un diamant.
- GetLaid% (Breath Of The Wild): Aconseguir que Link es fiqui al llit amb Pay.
- GiveUp% (Golf en Wii Sports): Aconseguir que el joc et forci a rendir-te.
- Ash% (Pokèmon Groc): Completar el joc capturant, alliberant, i evolucionant Pokèmons en el mateix ordre en el qual el va fer Ash en la sèrie animada.

## Pàgines i comunitats[7]
Tots els speedrunners, normalment, utilitzen diferents pàgines o aplicacions com ara Discord, per comunicar-se i discutir. Normalment, hi ha diferents comunitats per als diferents jocs o sagues, com el ja mencionat SourceRuns Team. Però tot i això, hi ha diferents pàgines que els speedrunners utilitzen com a referència per diferents aspectes. Les més conegudes són: speedrun.com, que s'utilitza com les taules de temps globals per a tots els jocs. Hi ha diferents taules per a cada joc, i per a cadascun hi ha diferents moderadors, que s'encarreguen de verificar que totes les runs que es pugen siguin legítimes i ningú no faci trampes. Aquesta pàgina ha deixat en desús a pàgines com SpeedDemosArchive o Twin Galaxies, que tenien una funció similar. Una altra pàgina molt popular és Speedruns Live, que s'utilitza per fer carreres de diferents jocs entre jugadors on qualsevol pot participar.
Apart de pàgines globals i de jocs específics, també existeixen comunitats per idiomes o països. En el nostre cas, està SpeedrunsEspañol(SRE) Arxivat 2018-02-13 a Wayback Machine., que serveix com punt de trobada per a tots els speedrunners de parla espanyola. També existeix SpeedrunsSpain (SRS), que té una funció similar a SRE, però només per a gent d'Espanya, però encara no disposa de pàgina Web, i s'utilitza principalment el seu servidor de Discord com a punt de trobada i per dir totes les notícies oficials. Actualment disposa de quasi 200 membres.
Una altra forma de donar a conèixer a la comunitat és mitjançant les maratons, esdeveniments que se celebren entre les diferents comunitats, de forma presencia o Online, on s'exposen diferents speedruns de jocs variats, un rere l'altre sense parar. La més famosa es la AGDQ, celebrada cada any als Estats Units a principis de gener, i dura una setmana sencera, les 24 hores del dia. Aquesta marató es benèfica i recapta diners per la Prevent Cancer Fundation (PCF), i en l'ultima edició, ha recaptat més de 2 milions de dólars, amb una mitjana de 150.000 espectadors a Twitch (plataforma on es retransmeteix).